# زحف غير زلزالي

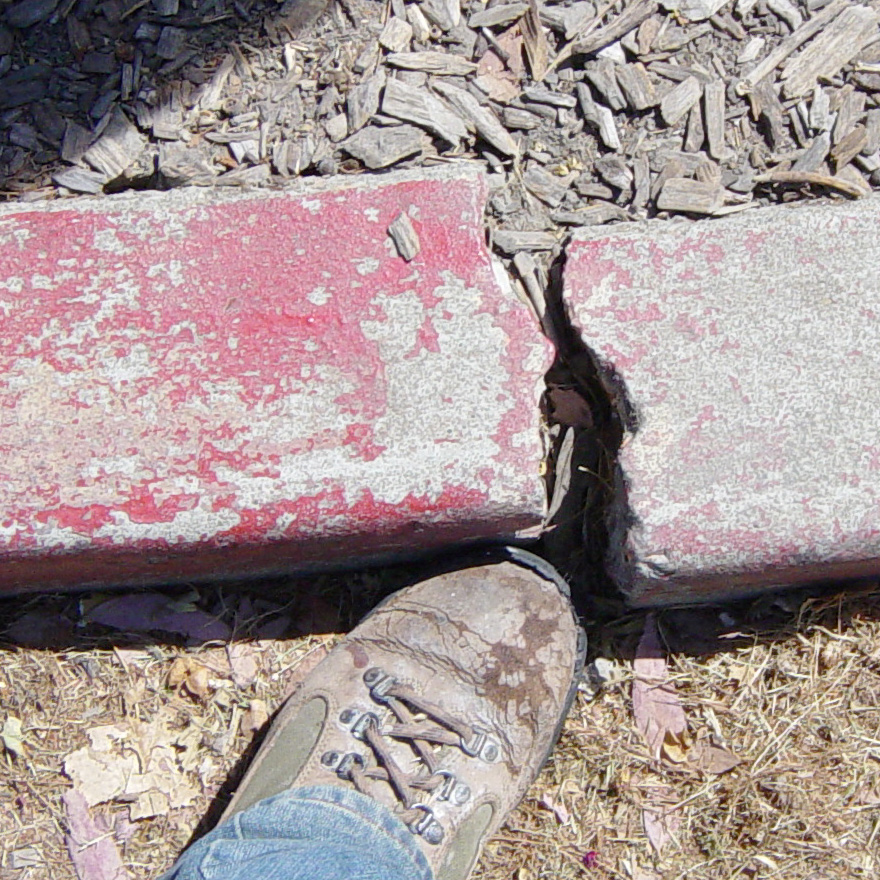
زحف من فالق هايوارد قد أزيح هذا الرصيف منذ بنائه قبل حوالي 15 سنة. (الموقع: فريمونت ، كاليفورنيا)

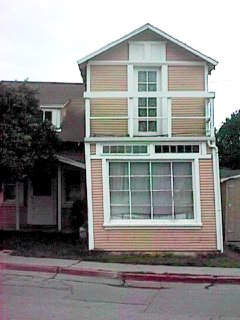
منزل يقع فوق فالق كالافيراس في عام 2003. تم هدمه في عام 2009.

في الجيولوجيا، الزحف غير الزلزالي أو الزحف الفالقي هو إزاحة سطحية قابلة للقياس على طول فالقٍ في حالة عدم وجود زلازل ملحوظة.
يوجد زحف غير زلزالي على طول فالق كالافيراس ‏ في هوليستر، كاليفورنيا. تُظهر الشوارع التي تعبر الصدع في هوليستر إزاحة كبيرة والعديد من المنازل التي تقع فوق الصدع تكون ملتوية بشكل ملحوظ (لكنها صالحة للسكن). تجذب المدينة علماء الجيولوجيا وطلاب الجيولوجيا أسبوعيًا تقريبًا. وهناك أيضا زحف غير زلزالي كبير على طول فالق هايوارد ‏ وفي شمال هايوارد، كاليفورنيا، ولكن هذا غير كاف لمنع حدوث زلزال كبير.

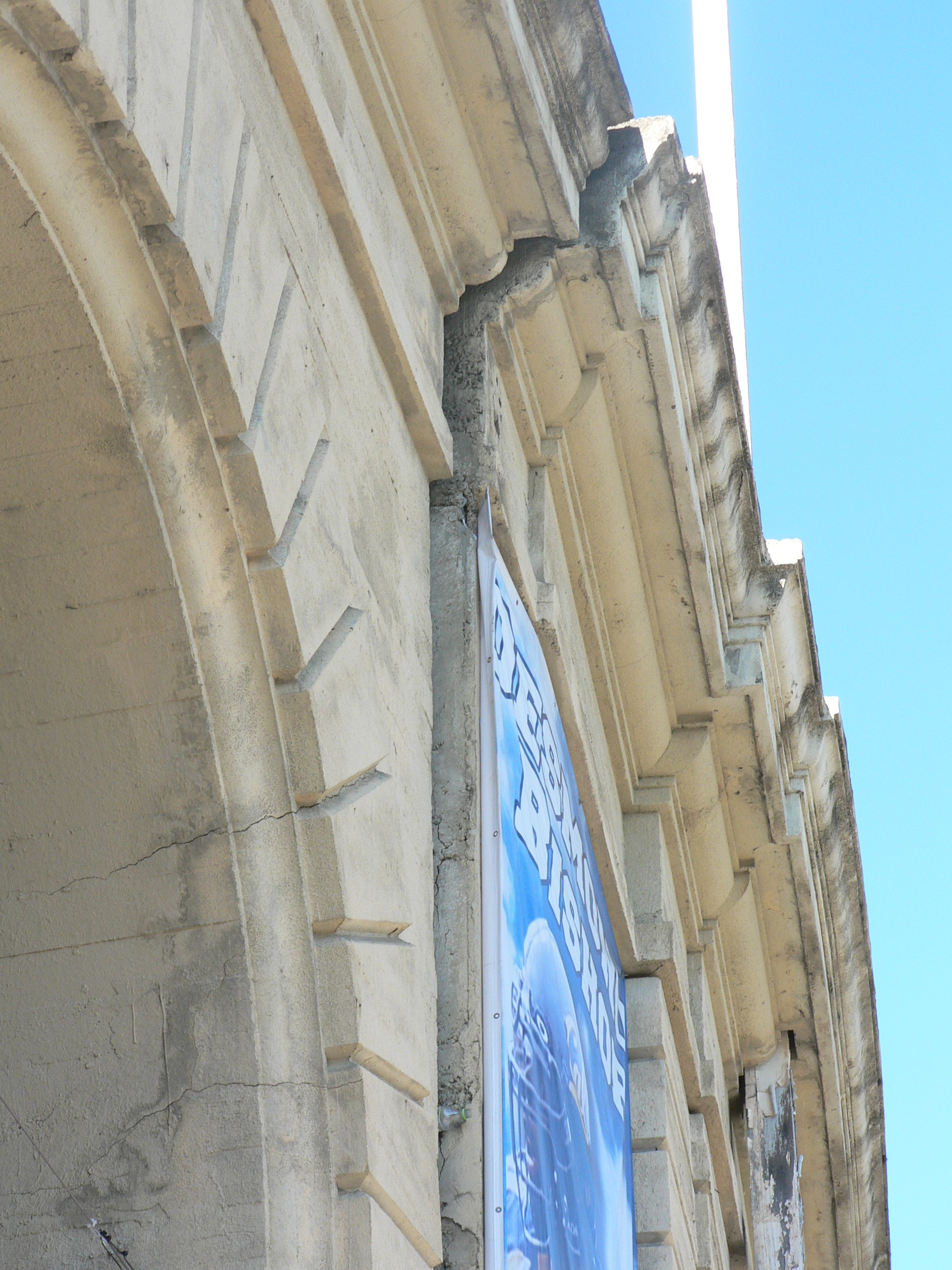
إزاحة في ملعب كاليفورنيا التذكاري

## روابط خارجية
- Tour of the Hayward Fault - California State University at Hayward web site with images showing fault creep on the Hayward Fault.
- Fremont Earthquake Exhibit - The Hayward Fault Exposed msnucleus.org, K-12 math and science education site.